# Why (bài hát của 3T)
"Why" là một bài hát của nhóm nhạc R&B người Mỹ 3T hợp tác với Michael Jackson cho album phòng thu đầu tay của họ, Brotherhood (1995). Nó được phát hành như là đĩa đơn thứ tư trích từ album vào ngày 11 tháng 1 năm 1996. Bài hát được viết lời bởi Kenneth "Babyface" Edmonds và được sản xuất bởi Jackson. "Why" ban đầu dự định được đưa vào album HIStory: Past, Present and Future, Book I (1995) của Jackson, nhưng ông đã thay đổi quyết định và giao nó cho cháu trai của mình thể hiện. Bài hát nhận được nhiều phản ứng tích cực trên các bảng xếp hạng ở châu Âu và châu Á.
Một video ca nhạc đã được phát hành để quảng bá cho "Why", trong đó 3T và Jackson hát trong nền đen trắng. Video sau này cũng xuất hiện trong tuyển tập video của Michael Jackson, Michael Jackson's Vision.

## Danh sách bài hát
Đĩa CD
1. Why (bản radio) - 4:10
2. Didn't Mean to Hurt You ('96) - 4:30

Đĩa CD #2
1. Why (bản radio) - 4:10
2. Tease Me (bản đĩa đơn) - 4:25

Đĩa CD maxi
1. Why (bản radio) - 4:10
2. Tease Me (bản đĩa đơn) - 4:25
3. Didn't Mean To Hurt You - 5:45
4. What Will It Take - 5:16

Đĩa CD maxi #2
1. Why (bản album) - 5:28
2. Tease Me (Todd Terry's Tease Club Mix) - 6:49
3. Tease Me (Todd Terry's TNT Tease Dub) - 6:11
4. Tease Me (Acapella) - 4:40

## Xếp hạng
| Bảng xếp hạng (1996)                              | Vị trí cao nhất |
| ------------------------------------------------- | --------------- |
| Úc (ARIA)                                         | 46              |
| Áo (Ö3 Austria Top 40)                            | 21              |
| Bỉ (Ultratop 50 Flanders)                         | 19              |
| Bỉ (Ultratop 50 Wallonia)                         | 10              |
| Châu Âu (European Hot 100 Singles)                | 14              |
| Pháp (SNEP)                                       | 9               |
| Đức (Official German Charts)                      | 29              |
| Ireland (IRMA)                                    | 14              |
| Ý (Musica e dischi)                               | 18              |
| Hà Lan (Dutch Top 40)                             | 10              |
| Hà Lan (Single Top 100)                           | 13              |
| New Zealand (Recorded Music NZ)                   | 9               |
| Scotland (OCC)                                    | 1               |
| Thụy Điển (Sverigetopplistan)                     | 14              |
| Thụy Sĩ (Schweizer Hitparade)                     | 11              |
| Anh Quốc (OCC)                                    | 2               |
| Anh Quốc R&B (OCC)                                | 1               |
| Hoa Kỳ Bubbling Under Hot 100 Singles (Billboard) | 12              |
| Hoa Kỳ Hot R&B/Hip-Hop Songs (Billboard)          | 71              |

| Bảng xếp hạng (1996)                 | Vị trí |
| ------------------------------------ | ------ |
| Belgium (Ultratop 50 Wallonia)       | 63     |
| Europe (European Hot 100)            | 72     |
| France (SNEP)                        | 43     |
| Netherlands (Dutch Top 40)           | 67     |
| Netherlands (Single Top 100)         | 94     |
| Sweden (Sverigetopplistan)           | 68     |
| UK Singles (Official Charts Company) | 70     |

## Chứng nhận
| Quốc gia                                                                           | Chứng nhận | Số đơn vị/doanh số chứng nhận |
| ---------------------------------------------------------------------------------- | ---------- | ----------------------------- |
| Pháp (SNEP)                                                                        | Bạc        | 125,000*                      |
| * Chứng nhận dựa theo doanh số tiêu thụ. ^ Chứng nhận dựa theo doanh số nhập hàng. |            |                               |